# دوست‌داشتنی‌تر از این نبودی
دوست‌داشتنی‌تر از این نبودی (انگلیسی: You Were Never Lovelier) فیلمی آمریکایی در سبک کمدی رمانتیک و موزیکال به کارگردانی ویلیام ای. سایتر است که در سال ۱۹۴۲ منتشر شد.

## بازیگران
- فرد آستر
- ریتا هیورث
- آدولف منژو
- ایزابل السوم
- شاویه کوگات
- لسلی بروکس
- ادل مارا
- گاس شیلینگ
- باربارا براون
- بری نورتون
- کتلین هاوارد
- اِلینور وَندِرویر